# Gaius Turranius
Gaius Turranius was een Romeins politicus die behoorde tot de stand van de equites.
Van 8 maart 7 v.Chr. tot 4 juni 4 v.Chr. was hij Praefectus Alexandreae et Aegypti. De duur van zijn ambtsperiode komt overeen met wat onder keizer Augustus gebruikelijk was voor een Praefectus Alexandreae et Aegypti. De vlucht van Jezus naar Egypte waarover het Nieuwe Testament verhaalt, moet in deze periode hebben plaatsgevonden. Tegen het einde van zijn ambtsperiode liet Turranius de tempelfunctionarissen registreren met hun gezinnen. De Egyptische tempeldienst werd namelijk vanuit de staatskas onderhouden en registratie moest voorkomen dat door niet-priesters misbruik gemaakt werd van de regeling.
Vanaf 14 tot in ieder geval 48 na Chr. bekleedde Turranius het ambt van praefectus annonae, waarbij hij verantwoordelijk was voor de voedselvoorziening in Rome.